# Jean Rigollet
Pour les articles homonymes, voir Rigollet.
 (décembre 2023).
La mise en forme du texte ne suit pas les recommandations de Wikipédia : il faut le « wikifier ».
Les points d'amélioration suivants sont les cas les plus fréquents. Le détail des points à revoir est peut-être précisé sur la page de discussion.
- Les titres sont pré-formatés par le logiciel. Ils ne sont ni en capitales, ni en gras.
- Le texte ne doit pas être écrit en capitales (les noms de famille non plus), ni en gras, ni en italique, ni en « petit »…
- Le gras n'est utilisé que pour surligner le titre de l'article dans l'introduction, une seule fois.
- L'italique est rarement utilisé : mots en langue étrangère, titres d'œuvres, noms de bateaux, etc.
- Les citations ne sont pas en italique mais en corps de texte normal. Elles sont entourées par des guillemets français : « et ».
- Les listes à puces sont à éviter, des paragraphes rédigés étant largement préférés. Les tableaux sont à réserver à la présentation de données structurées (résultats, etc.).
- Les appels de note de bas de page (petits chiffres en exposant, introduits par l'outil «  Source ») sont à placer entre la fin de phrase et le point final[comme ça].
- Les liens internes (vers d'autres articles de Wikipédia) sont à choisir avec parcimonie. Créez des liens vers des articles approfondissant le sujet. Les termes génériques sans rapport avec le sujet sont à éviter, ainsi que les répétitions de liens vers un même terme.
- Les liens externes sont à placer uniquement dans une section « Liens externes », à la fin de l'article. Ces liens sont à choisir avec parcimonie suivant les règles définies. Si un lien sert de source à l'article, son insertion dans le texte est à faire par les notes de bas de page.
- La présentation des références doit suivre les conventions bibliographiques. Il est recommandé d'utiliser les modèles {{Ouvrage}}, {{Chapitre}}, {{Article}}, {{Lien web}} et/ou {{Bibliographie}}. Le mode d'édition visuel peut mettre en forme automatiquement les références.
- Insérer une infobox (cadre d'informations à droite) n'est pas obligatoire pour parachever la mise en page.

Pour une aide détaillée, merci de consulter Aide:Wikification.
Si vous pensez que ces points ont été résolus, vous pouvez retirer ce bandeau et améliorer la mise en forme d'un autre article.
Jean Rigollet, né le 27 juillet 1931, est un ouvrier maçon qui a été tué par un CRS lors d’une manifestation à Nantes le 19 août 1955.

## Contexte historique
L’année 1955 est marquée par de fortes grèves, pendant plusieurs mois, dans le secteur de la métallurgie à Saint-Nazaire puis à Nantes, afin d’obtenir des augmentations de salaire. Le 17 août lors du déroulement des négociations au siège syndical patronal, les grévistes saccagent et envahissent le local, et finissent par obtenir satisfaction de leurs revendications. Cependant le soir même la délégation patronale se rassemble devant la préfecture puisqu’elle estime que l’accord a été signé sous contrainte, par conséquent elle ne veut pas le respecter. Le lendemain des lock-out sont donc mis en place, les CRS occupent les usines. Une série de manifestations ouvrières suit afin de dénoncer cela. Un contexte d’émeutes est présent dès la première manifestation : une bombe artisanale blesse 27 CRS, des barricades sont dressées cours des Cinquante otages, en répression une centaine d’ouvriers sont arrêtés.

## Mort de Jean Rigollet
Le lendemain, le 19 août, les manifestants rassemblés devant préfecture exigent la libération de leurs camarades, puis la maison d’arrêt est attaquée, ils tentent d’enfoncer la porte. Vers 19h30, les manifestants occupent le cours des Cinquante otages, un CRS se retrouve entouré par les manifestants et tire, tuant Jean Rigollet d'une rafale. 
À ce moment-là les manifestants se battent afin de récupérer le corps de Rigollet, empêchés par les CRS qui mènent une charge. À la suite de cela, « une armurerie est pillée, et de véritables actions de guérilla [s’engagent] dans les rues et places avoisinantes. Une soixantaine de blessés, dont deux grièvement, et une dizaine de millions de francs de dégâts s’ajoutent au bilan ».
La photo du corps de Jean Rigollet fait la une du journal de la CGT « La Vie ouvrière » avec pour titre « pour eux, la vie d'un ouvrier maçon vaut moins qu'un billet de banque ». Cette photo prise par Rosyne Moreno, reporter de La Vie ouvrière, a pu être sauvegardée grâce aux manifestants qui l’ont escorté hors de la manifestation. En effet, immédiatement après le tir sur Jean, les CRS crient « il faut récupérer la journaliste ». Les manifestants vont donc la mettre à l’abri à la Poste, afin de sauvegarder l’unique photo de la mort de Rigollet[réf. nécessaire]. 
Les négociations sont confiées au préfet de Rennes afin de mettre fin au conflit : il demande la fin des lock-out, mais en contrepartie les organisations ouvrières doivent s’engager à ne pas faire usage de violence. Le 21 août, un procès-verbal est signé par les organisations salariées et patronales et par le préfet de Rennes, il porte sur la levée des lock-out avec retrait des CRS, la libération des 210 ouvriers, l’organisation d’un référendum dans les entreprises sur l’acception ou le rejet de ce procès-verbal et les syndicats s’engagent à assurer un travail normal. Le procès-verbal est approuvé à 78%. 
Le matin du 23 août des débrayages ont lieu dans les usines afin de se rendre aux obsèques de Jean Rigollet, 50 000 personnes y assistent.  
Un soutien de toute la France émane des centaines de gerbes de fleurs déposées sur sa tombe « 161 gerbes et couronnes représentèrent la France entière notamment Dunkerque, Ivry, La Courneuve, Saint-Nazaire, Lorient, Cherbourg, Marseille ainsi que la région parisienne et bien d'autre encore ». La cérémonie s’est déroulée dans un « calme impressionnant », et les commerces sont restés fermés jusqu’à 13h.

## Indemnisation des parents de Jean Rigollet
En 1958, les parents de Jean Rigollet ont été indemnisés par l’État à hauteur de 100 000 francs à titre de dommages et intérêts, en réparation du préjudice moral qu’ils avaient subi. Le tribunal a en effet estimé que l’État était responsable dans la mesure où un CRS avait fait usage de son arme à feu alors que lui et ses collègues n’étaient pas dangereusement menacés. Cependant le tribunal a réduit de moitié la responsabilité en prenant en compte le fait que Jean Rigollet était parmi les plus actifs et en tête de cortège.

## Postérité

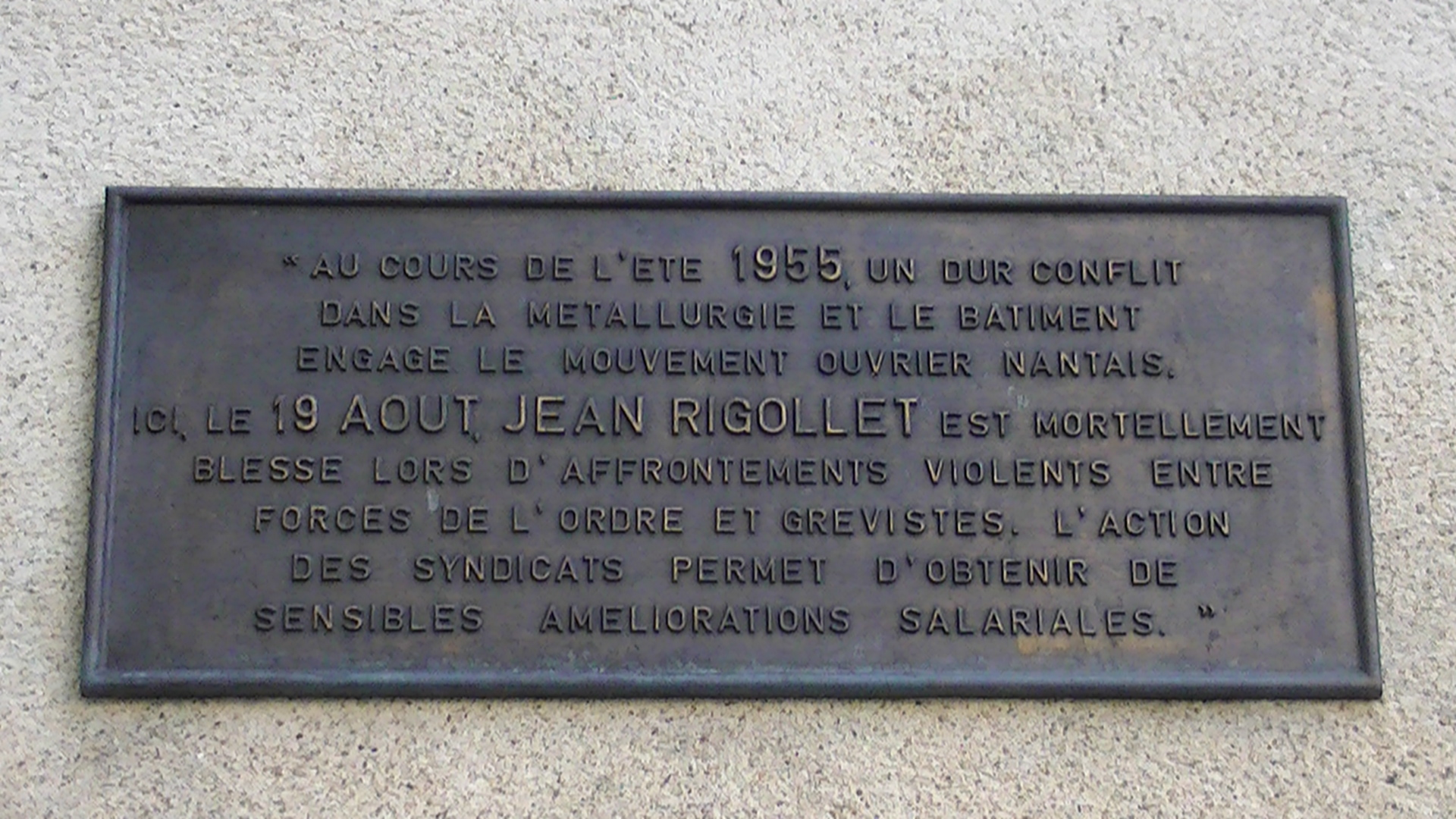
Plaque à la mémoire de Jean Rigollet.

C’est 52 ans après la mort de Jean Rigollet, en janvier 2007, qu’une plaque commémorative, à la demande de sa famille, a été posée par la mairie de Nantes sur la façade de l'école Léon-Blum (2 allée de l'Erdre), cours des 50 otages afin de lui rendre un ultime hommage.   
La mort de Jean Rigollet a profondément marqué les Nantais et sa mémoire continue encore de vivre aujourd’hui, comme en témoigne un rassemblement organisé pour les 60 ans de sa mort en 2015, ou encore des tags pendant le mouvement social contre la réforme des retraites de 2023, ayant pour message « Jean Rigollet vit dans nos luttes ».